# صدفية قطروية
الصدفية القطروية (المعروفة أيضًا باسم الصدفية الطفحية) هي نوع من الصدفية تظهر على شكل آفاتٍ صغيرة (قطرها ما بين 0.5 - 1.5 سم) على الجذع العلوي والداني من الأطراف. تحدث بشكل متكرر عند الشباب.:410:194
يستخدم مصطلح القطروية [الإنجليزية] (بالإنجليزية: Guttate) لوصف المظهر الشبيه بالقطرات للآفات الجلدية. تحدث الصدفية القطروية عادةً عن طريق عدوىً بكتيرية، وعادةً ما تكون عدوى في الجهاز التنفسي العلوي.:726

## العلامات والأعراض
تحدث الصدفية القطروية عادةً بعد التهاب الحلق أو التهاب البلعوم العقدي. بدايةً عندما تختفي عدوى الحلق يمكن أن يشعر الشخص بصحة جيدة لعدة أسابيع قبل أن يلاحظ ظهور بقع حمراء. تبدو صغيرة في البداية مثل بقعة حمراء جافة تسبب الحكة قليلاً. عند خدشها تتم إزالة الطبقة العليا من الجلد الجاف تاركًا الجلد الجاف الأحمر تحته مع وجود مناطق بيضاء جافة تشير إلى مكان توقف واستئناف قشور الجلد الجاف. في الأسابيع التالية يمكن أن تنمو البقع بقدر بوصة في القطر. قد تشكل الكبيرة منها منطقة شاحبة في الوسط تكون صفراء قليلاً.
يمكن أن تحدث الصدفية القطروية في أي جزء من الجسم وخاصة الساقين والذراعين والجذع والجفون والظهر والأسفل وخط البكيني والرقبة. يمكن أن يتراوح عدد الآفات من 5 إلى أكثر من 100. بشكل عام تظهر أجزاء الجسم الأكثر إصابة على الذراعين والساقين والظهر والجذع.

## الأسباب
يمكن أن تؤثر العوامل الوراثية والبيئية على الميل للإصابة بالصدفية القطروية. مستضدات كريات الدم البيضاء البشرية خاصة تلك الموجودة في مجموعة HLA-C مرتبطة باضطراب الجلد. عدوى العقديات بيتا الحالة للدم هي العامل البيئي الرئيسي المُساهم في الصدفية القطروية. ويُعد الجهاز التنفسي العلوي هو الطريق المعتادة للعدوى. ونادرًا ما يحدث أيضًا بسبب عدوى الجلد المحيطة بالشرج (التهاب الجلد حول الشرج بالمكورات العقدية).

## تشخيص
يمكن تشخيص الصدفية القطروية عادةً عن طريق الفحص السريري وحده.

## التدابير العلاجية
يمكن استخدام العلاجات المستخدمة لمرض الصدفية اللويحية في الصدفية القطروية. ركزت دراسات قليلة بشكل خاص على كيفية التعامل مع الصدفية القطروية، لذلك لا توجد حاليًا إرشادات صارمة للتعامل معها بشكل مختلفٍ عن الصدفية اللويحية. نظرًا للدور الذي تلعبه عدوى المكورات العقدية في حدوث الصدفية القطروية، فقد اعتُبرت المضادات الحيوية الجهازية خيارًا علاجيًا مُحتملًا. تُوجد أدلة غير مؤكدة على ما إذا كانت المضادات الحيوية الجهازية أو استئصال اللوزتين فعالة وآمنة في علاج المرض. غالبًا ما تختفي الحالة من تلقاء نفسها في غضون أسابيع إلى شهور، وسيصاب حوالي ثلث المرضى فقط بصفائح مزمنة.

## علم الأوبئة
تُعد الصدفية القطروية مسؤولةً عن حوالي 2% من حالات الصدفية.